# Goredi Chancha
Goredi Chancha is een census town in het district Nagaur van de Indiase staat Rajasthan. 

## Demografie
Volgens de Indiase volkstelling van 2001 wonen er 9834 mensen in Goredi Chancha, waarvan 53% mannelijk en 47% vrouwelijk is. De plaats heeft een alfabetiseringsgraad van 64%. 